# Chudoba (hrad)
Chudoba je zaniklý hrad na okraji obce Žampach. Stával na úpatí vrchu Žampach, kde plnil funkci předsunutého opevnění hradu Žampach. Předpokládá se, že stál v místech, kde byl později postaven obytný dům.

## Historie
Kdy a kým byl hrad postaven, není známo. Roku 1539 si Zdeněk, Václav a Hynek ze Žampachu rozdělili žampašské panství, které v té době měl v zástavě Vojtěch z Pernštejna. Zdeněk vyplatil nároky svých bratrů i zástavního držitele, ale hrad byl ve velmi špatném stavu. Pro potřeby soudního sporu stav hradu roku 1540 popsal komorník desk zemských Václav ze Šonova, jehož zpráva je první písemnou zmínkou o Chudobě a zároveň popisem jeho stavu. Poslední zmínka o hradu je z roku 1626.

## Popis
Hrad stál na jižním úbočí hradního kopce a vedla kolem něj cesta na Žampach. Jeho jádrem byla malá obytná budova a věž opevněná hradbou a parkánem. Přes příkop vedl dřevěný most. Po hradu se nedochovaly žádné patrné zbytky a na jeho předpokládaném místě stojí vila čp. 7.